# Striden vid Sandomierz
Striden vid Sandomierz/Övergången av San var en serie strider under Karl X Gustavs polska krig, då den svenska armén tar sig över floderna Weichsel och San under sin marsch mot Warszawa.

## Striderna
Karl X Gustav med sin armé om 8000 man var instängd mellan floderna San och Weichsel och jagad av Czarniecki med sina trupper uppgående till ca 10 000 man. På den västra sidan av Weichsel ligger staden Sandomierz med sitt slott. Detta slott hade en svensk besättning och man höll här ett viktigt brohuvud över floden, då man vid detta ställe kan korsa floden till den östra stranden. Svenskarna tänkte korsa floden vid detta ställe för att sedan fortsätta marschen mot den polska kusten. Den 20 mars 1656 var Karl X Gustav fem kilometer från Sandomierz. Man stannar och skjuter Svensk lösen, vilket besvaras av slottet, till lättnad för Karl X Gustav. Den svenska besättningen har hållit ut och Karl X Gustav kunde nu, med hela armén, ta sig över floden till den östra flodstranden, mitt emot Sandomierz.
Brohuvudet, staden och slottet blev redan den 24 mars anfallet av Jerzy Sebastian Lubomirski med en polsk kår om 6000 man. I slottet finns stora krutförråd kvar som svenskarna behöver. Slottet hålls av överste Cronlood som med sina trupper gjorde tappert motstånd mot den väldiga övermakten. Överstelöjtnanten Mårten Törnsköld beordras att med 100 man ro över till den västra sidan för att rädda förråden, vilket ansågs som en dödsuppdrag. Törnsköld och hans män lyckas dock ta sig över i kulregnet och når slottet, samtidigt som Karl X Gustavs artilleri beskjuter polackerna. Törnsköld lyckas rädda 180 fat krut och hela besättningen, och samtliga flyr nu ner mot floden, lastar in sig i båtarna och ror över till den östra stranden. Kvar blev dock 4000 granater och en hel del krut. Detta föll dock inte i polackernas händer utan fästningens kommendant, överste Cronlood, tillsammans med artilleriofficeren Gabriel Anastasius och några soldater sätter luntor på krutet, tänder på och flyr. Samtliga klarar sig, och slottet tillsammans med flera hundra polacker sprängs i luften. Cronlood klarar sig över floden, medan Anastasius blir tillfångatagen.
På kvällen drar sig 300 svenska soldater bort från Weichsels östra flodstrand mot Sans västra flodstrand och i tre båtar lyckas de ta sig över till den östra stranden. De leds av överstarna Kruse och La Chapelle. Mörkret var kompakt, vilket ytterligare förstärktes av krutröken från de många kanonerna som ständigt sköt. Trupperna anföll omgående de fientliga skansarna och intog och rensade dem i strider man mot man. Fler och fler svenska trupper förds över floden, däribland kavallerister som simmade över med sina hästar. Litauerna som höll denna flodbank trodde hela den svenska armén var i antågande och flydde.
Den 26 mars var bron man börjat bygga över floden San klar, och hela armén kunde nu ta sig över. Man intog den övergivna lägret som Litauerna efterlämnat, och fick en natts lugn. Den 5 april var man i säkerhet innanför Warszawas murar.